# Campionati del mondo di ciclocross 1955
I Campionati del mondo di ciclocross 1955 si svolsero a Saarbrücken, nel Saarland, il 6 marzo.

## Medagliere
| Pos.   | Nazione  | Oro | Argento | Bronzo | Totale |
| ------ | -------- | --- | ------- | ------ | ------ |
| 1      | Francia  | 1   | 0       | 0      | 1      |
| 2      | Svizzera | 0   | 1       | 0      | 1      |
| 3      | Italia   | 0   | 0       | 1      | 1      |
| Totale | Totale   | 1   | 1       | 1      | 3      |

## Sommario degli eventi
| Eventi         | Oro                     | Tempo    | Argento             | Tempo | Bronzo                  | Tempo |
| Uomini         |                         |          |                     |       |                         |       |
| Elite dettagli | André Dufraisse Francia | 1:04'35" | Hans Bieri Svizzera | a 18" | Amerigo Severini Italia | a 19" |